# Blizzard of ’77

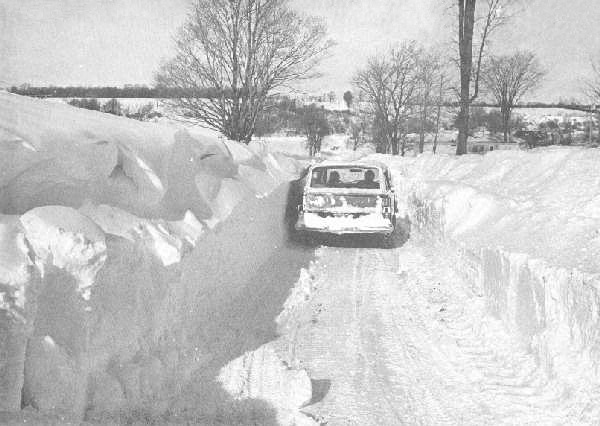
Schneeverwehungen erschwerten den Verkehr in Teilen New Yorks. (Aufnahme vom 7. Februar 1977).

Der Blizzard of ’77 oder auch Great Lakes Blizzard war ein meteorologisches Ereignis in Nordamerika. Bei diesem Blizzard, der vom 28. Januar bis zum 1. Februar 1977 mit Windgeschwindigkeiten in Orkanstärke hauptsächlich Buffalo im Westen des US-Bundesstaates New York und die angrenzenden Gebiete in New York und Ontario, Kanada mit meterhohen Schneefällen und haushohen Schneeverwehungen bedeckte, wurden 29 Menschen getötet. Buffalo, die zweitgrößte Stadt im Staat New York, hatte zu jener Zeit 463.000 Einwohner, im Ballungsraum wohnten rund zwei Millionen Menschen.
Im Westen New Yorks und im Süden von Ontario hatte sich auf dem zugefrorenen Eriesee und den umgebenden Ebenen eine Schneedecke angesammelt, die dem Blizzard ausreichend Material zur Verfügung stellte. Durch die starken Winde des Blizzards wurde dieser Schnee zu hohen Schneeverwehungen verblasen. Der Ontariosee war zwar nicht zugefroren, sodass der Norden von New York nicht mit der Verwehung des Schnees von der Seeoberfläche zu kämpfen hatte, dafür fielen jedoch erhebliche Schneefälle durch den Lake effect, was im Zusammenspiel mit dem Sturm diesen Bereich ebenfalls paralysierte. In den am stärksten betroffenen Gebieten wurden Schneemobile zu den einzigen nutzbaren Verkehrsmitteln.

## Verlauf des Winters 1976–1977 bis zum Blizzard
Während der Monate vor dem Blizzard waren Wetterbedingungen eingetreten, die die Auswirkungen des Blizzards im später eingetretenen Ausmaß erst ermöglichten. Vom Herbst 1976 bis zum Januar 1977 hatte sich eine planetarische Welle mit hoher Amplitude aufgebaut, die von Oktober 1976 an sehr beständig war und einen Rücken über dem Westen und einen Trog über dem Osten Nordamerikas einschloss.
Im Januar 1977 war die Stärke des Rückens im Westen und die des Trogs im Osten viel stärker als üblich. Ein starkes blockierendes Hoch entwickelte sich im Januar über dem Arktischen Ozean und infolgedessen wanderte der Polarwirbel weiter in den Süden, als er normalerweise zu finden ist, bis in den Süden Kanadas. Starke nordwestliche Luftströmungen zwischen dem Rücken und dem Trog bewirkten auch eine nordwestliche Luftströmung im Gebiet dazwischen und führte arktische Kaltluft in den Mittleren Westen und den Osten der Vereinigten Staaten. Als eine Folge geriet der Winter in weiten Gebieten kälter als gewöhnlich, im Tal des Ohio River lagen die Temperaturen um 8 °F (−13 °C) also vier Grad Celsius niedriger als der langjährige Durchschnitt. Der kalte Winter war allerdings nicht nur auf Neuengland beschränkt, denn am 20. Januar 1977 fiel zum ersten und bisher einzigen Mal Schnee in Miami, Florida. Die Bahamas meldeten Schneeregen.

### Extremer Winter vor dem Blizzard
Bereits in der Periode von Juni bis September 1976 hatte der Nationale Wetterdienst 408 mm Niederschlag registriert, der Sommer war damit deutlich feuchter als normal. Das langjährige Mittel zwischen 1961 und 1990 liegt bei 363 mm Niederschlag. Die Monate vor dem Blizzard hatte kaltes und schneereiches Wetter bestimmt. In Cheektowaga, wo sich die Wetterstation des NWS Buffalo befindet, wurde der erste Schneefall am 9. Oktober 1976 beobachtet.
Lake effect snow war im Verlauf des Winters im Westen New Yorks zweimal aufgetreten. Bis zu zehn Zentimeter fielen am 17. und 18. Oktober und 30 Zentimeter vom 21. bis 22. Oktober. Am letzten Tag im Oktober 1976 betrug die Wassertemperatur des Eriesees nur 9 °C. Das war die niedrigste Wassertemperatur, die zu diesem Zeitpunkt seit Beginn der Messungen aufgezeichnet wurde. Der NWS Buffalo maß für den November 79,5 cm Schneefall. Die durchschnittliche Lufttemperatur im November war mit 1,2 °C die niedrigste seit 1880 und lag um 3,2 °C unter dem normalen Wert. Die ersten drei Novemberwochen waren trocken gewesen, es wurden nur 7,6 mm Niederschlag aufgezeichnet. Ende November fielen allerdings größere Mengen Schnee, alleine am 30. November 48 cm, im Süden des Erie Countys sogar bis zu 120 cm.
Auch der Dezember war kalt und schneereich; die Durchschnittstemperatur lag mit −5,6 °C etwa 3 °C unter dem langjährigen Mittel, die täglichen Schneedeckenmessungen reichten von 5 bis 66 cm. Die monatliche Schneefallmenge erreichte mit 154,2 cm einen neuen Rekordwert, und die höchste Schneedecke wurde am 2. Dezember um 15:40 Uhr mit 79 cm gemessen. Das kalte Wetter ließ den flachen Eriesee bis zum 14. Dezember 1976 auf 0 °C abkühlen, dem frühesten aufgezeichneten Datum, an dem dies geschah.:35 Ende Dezember war der See bereits völlig zugefroren.
Die durchschnittlichen Temperaturen im Januar betrugen −10,1 °C (etwa sechs Grad Celsius unter dem Normalwert) und erreichten damit den niedrigsten Wert seit Beginn der Wetteraufzeichnungen in Buffalo im Jahre 1870. Am 10. Januar 1977 fielen über dreißig Zentimeter Neuschnee. Die Windgeschwindigkeiten von 95 km pro Stunde schufen blizzardähnliche Bedingungen.:2
Vom 20. Dezember 1976 bis zum Tag des Blizzard wurde mit Ausnahme von drei Tagen täglich Schneefall gemessen und vom 29. November an war ununterbrochen eine geschlossene Schneedecke vorhanden. Die durchschnittliche jährliche Schneefallmenge beträgt in Buffalo 250 cm. Seit Beginn des Winters bis zum Tag vor dem Blizzard am 28. Januar 1977 waren insgesamt 384,3 cm Schnee gefallen – davon 150,1 cm im Januar 1977 – und die aktuelle Schneedecke am Tag des Blizzards betrug 84 cm.

## Der Blizzard im westlichen New York
| 26. Januar | 27. Januar | 28. Januar | 29. Januar | 30. Januar | 31. Januar | 1. Februar | 2. Februar |
| ---------- | ---------- | ---------- | ---------- | ---------- | ---------- | ---------- | ---------- |
| Mittwoch   | Donnerstag | Freitag    | Samstag    | Sonntag    | Montag     | Dienstag   | Mittwoch   |

### Vor dem Blizzard
Bereits vor dem Blizzard warnte die Niagara Mohawk Power Company davor, dass in manchen Gebieten des westlichen New Yorks die Schneedecke bereits die Stromleitungen erreiche.:25 Der Direktor der Stadtreinigung von Buffalo schätzte zu Wochenbeginn, dass im Stadtgebiet ein Fünftel der Autos vorschriftswidrig geparkt oder verlassen wurden, was die Schneeräumung insbesondere in den Seitenstraßen behinderte und teilweise unmöglich machte. Die Bemühungen wurden verstärkt, und die Schneeräumaktion einschließlich des notwendigen Abschleppens hinderlicher Fahrzeuge, die von der Presse als „Snow Blitz“ bezeichnet wurde, machte am 25. und 26. Januar wesentliche Fortschritte. Rund 960 Strafzettel wurden verteilt und 140 Fahrzeuge abgeschleppt.:26–27 Trotzdem waren viele Seitenstraßen in der Stadt praktisch unpassierbar. Am Mittwochabend gingen in den Countys Wyoming, Cattaraugus, Allegany und Erie heftige Schneeböen nieder, die mit starkem Wind verbunden waren. Dieser Schneesturm blockierte den Buffalo Skyway, den Fuhrmann Boulevard (eine Ausfallstraße in die südlichen Vororte):18–19:2 und viele andere Straßen und zwang die Räumdienste, sich Mittwochnacht und am Donnerstag auf primäre und sekundäre Hauptstraßen zu konzentrieren.:28 Eine Reihe von Autofahrern waren auf dem Fuhrmann Boulevard steckengeblieben und wurden in der Nacht von Polizei und Feuerwehr befreit.:2 Die Räumung des Schnees, die dieser Schneesturm gebracht hatte, wurde durch starken Wind erschwert. In einem Fall wurde am Donnerstag (dem 27. Januar 1977) eine zuvor geräumte Straße binnen einer Stunde mit mehr als 180 cm hohen Schneewehen zugeschüttet.:30 Einige Schulen und Fabriken sowie der Greater Buffalo International Airport hatten an diesem Tag geschlossen.:2
Am Donnerstagnachmittag gab Bürgermeister Stanley Makowski bekannt, dass der Gouverneur Hugh Carey Einheiten der Nationalgarde und des New York State Department of Transportation mit Ausrüstung in die Stadt befohlen habe, um bei der Schneeräumung zu helfen.:29 Engpässe bei der Versorgung mit Erdgas veranlassten den Gouverneur, den Treibstoffnotfall für den Bundesstaat zu erklären, und die National Fuel Gas Company schränkte die Abgabe von Erdgas an industrielle Kunden ein.:31 Ähnliche Maßnahmen ergriffen auch die Gouverneure von Minnesota, Tennessee, Ohio, Pennsylvania und New Jersey.:37

### Einsetzen des Blizzards
Am Donnerstag, dem 27. Januar 1977, strich eine arktische Kaltfront durch die nördlichen Great Plains zum Mittleren Westen hin.:36 Zwischen sechs und sieben Uhr morgens am Freitag, dem 28. Januar 1977 hatte heftiger Schneefall die Kaltfront bei ihrer Wanderung über Indianapolis, Indiana begleitet, wobei die Temperatur um fast 25 °F (entspricht ca. 14 °C) gefallen war. Zwischen sieben und acht Uhr morgens meldete Columbus in Ohio ähnliche Bedingungen.:237–238 Toledo und Cleveland, sowie Erie waren ebenfalls von der Kaltfront betroffen. Das Büro des National Weather Service in Erie warnte vor katastrophalen Verkehrsverhältnissen und tatsächlich ereigneten sich in Erie an dem Morgen über 500 Verkehrsunfälle.:41
Zwischen Mitternacht und elf Uhr morgens am 28. Januar stieg die Temperatur am Flughafen von Buffalo von −15 °C auf −3 °C und gegen fünf Uhr morgens hatte Schneefall eingesetzt. Etwa 5 cm Neuschnee waren gefallen, bevor der Blizzard einsetzte. Um vier Uhr morgens hatte der Wetterdienst gewarnt, dass „wiederum sehr starke Winde blizzardartige Bedingungen schaffen werden, spät am Vormittag beginnend und über Nacht weitergehend“.:40 Um elf Uhr wurde dann eine Blizzardwarnung ausgegeben. Es war das erste Mal, dass das Büro des Nationalen Wetterdienstes in Buffalo dies tat.:42 Beobachter im 16. Stockwerk des M&T Buildings in Buffalo sahen gegen 11:10 Uhr, dass eine graue Wand die Stadt verhüllte und näher kam. Als diese das Gebäude erreichte, erschien sie nunmehr weiß und hüllte das Gebäude ein. Ein Windstoß ließ das Gebäude erzittern und die Fenster knackten in den Rahmen.:46
Da bereits am vorherigen Tag der Gouverneur des Staates New York entschieden hatte, Nationalgarde und Kräfte des New York State Department of Transportation bei der Schneeräumung in Buffalo helfend einzusetzen, waren letztere schon eingetroffen. Es wurde eine Konferenz anberaumt, um die Arbeit zu koordinieren. Noch während dieser Sitzung kehrten die Schneepflüge der Stadt aber in ihre Garagen zurück, weil die Sicht unzureichend war. Manche der Schneepflugbesatzungen berichteten, dass sie die eigenen Pflugblätter nicht sehen konnten.:46–47 Um 11:30 Uhr waren die meisten Angestellten in der Stadt bereits vorzeitig nach Hause geschickt worden, aber die wenigsten schafften es, in ihre Wohnungen zu gelangen.:50
Etwa um dieselbe Zeit erreichte die weiße Schneewand den Flughafen:52–53 und gleichzeitig fiel die Temperatur. Die Windgeschwindigkeit erhöhte sich auf 47 km/h, Böen erreichten 79 km/h. Die Sichtweite fiel von zuvor 1,2 km auf null und blieb bis um 12:50 Uhr am nächsten Tag unverändert.:3 In den ersten vier Stunden nach dem Einsetzen des Blizzards war die Temperatur am Flughafen Buffalo von −3 °C auf −18 °C gesunken.
Die Schneehöhe wuchs rasch und erreichte um 13 Uhr bereits „Stoßstangenhöhe“.:55 An manchen Stellen erreichten Schneeverwehungen bei Einbruch der Nacht schon eine Höhe von fünf Metern.:60 Die zügig anwachsende Schneehöhe machte viele Straßen unpassierbar, was in den Stadtteilen Buffalos in der Nähe des Seeufers binnen einer halben Stunde geschah.:270 Im Zusammenhang mit der schlechten Sicht aufgrund des verwehten Schnees war es praktisch unmöglich, von einem Ort an einen anderen zu gelangen. Die niedrigen Temperaturen und Schnee, der durch den Wind in den Motorraum von Fahrzeugen eindrang, verursachte Fahrzeugpannen. Auch Fußgänger hatten mit Problemen durch starken Wind, geringe Sicht, hohen Schnee und eine starke gefühlte Kälte zu kämpfen. Viele wurden durch den starken Wind zu Fall gebracht und der tiefe Schnee erschwerte das Aufstehen. Am Memorial Auditorium wurden Menschenketten gebildet, um Fahrzeuginsassen aus liegengebliebenen Autos in Sicherheit zu bringen.:291
Die Gegend westlich von Buffalo, die von der Kaltfront ebenfalls getroffen wurde, war nur für zwei bis drei Stunden durch Schneefall beeinträchtigt gewesen,:S. 59 und man nahm an, dass dies auch für den Westen des Bundesstaates New York gelten würde.:52–53 Das Wetterradar in Buffalo zeigte in der Tat um 13:30 Uhr praktisch keinen Schneefall an. Damit war klar, dass der starke Wind den Schnee von der Oberfläche des zugefrorenen Eriesees blies.:59–60 Da dieser bereits im Dezember zugefroren war, hatten sich dort die heftigen Schneefälle im Januar gesammelt und zu Beginn des Blizzards war die Eisfläche von „tiefem, pulvrigem Schnee“ bedeckt. Da die ungewöhnlich tiefen Temperaturen im Januar ein Antauen und Wiedergefrieren des Schnees verhindert hatten, war der Schnee pulvrig geblieben und hatte sich nicht wie üblich mit der Eisoberfläche verbunden. Er konnte somit leicht verweht werden.:4 Der Neuschnee und der vom Eriesee verwehte Schnee türmten sich in der Stadt Buffalo teilweise auf bis zu acht Meter, obwohl insgesamt während der paar Tage des Blizzards nur ungefähr dreißig Zentimeter Neuschnee gemessen wurde und ein großer Teil davon von der Oberfläche des Eriesees aufgewirbelter Schnee gewesen sein dürfte. Der starke Wind führte dazu, dass der verlagerte Schnee schlecht entfernt werden konnte. Er brach die Kristalle und schaffte eine feste, zementartige Schicht.:286 Das Resultat war unter anderem, dass die üblichen Methoden der Schneeräumung versagten.
Die schlimmsten Bedingungen herrschten in Buffalo am späten Nachmittag des 28. Januar, als die Windgeschwindigkeit auf durchschnittlich 40 Knoten (etwa 75 km/h) anstieg und die Böen bis zu 60 Knoten (rund 110 km/h) erreichten, wodurch die gefühlte Temperatur auf Werte zwischen −50 °C und −55 °C absank. In dieser Nacht blieben die Menschen, wo auch immer sie eine Notunterkunft finden konnten; hunderte von Menschen blieben in öffentlichen Gebäuden.:67–68 Nach Schätzungen der Behörden waren etwa 13.000 Menschen in der Innenstadt von Buffalo hängengeblieben und ähnlich war es in den umliegenden Bezirken, etwa 1700 Arbeiter von Bell Aerosystems in Wheatfield und 2500 von Harrison Radiator Company in Lockport saßen in den Werken fest.:93
Da viele Straßen unpassierbar wurden, war die Polizei am Freitagabend im Zustand fast vollständiger Einsatzunfähigkeit. Mit Durchsagen in Radio und Fernsehen wurden die Bürger aufgerufen, der Polizei Schneemobile und allradgetriebene Fahrzeuge zu leihen.:70 Mancherorts wurden Geschäfte, Lagerhäuser und Wohnungen geplündert, aber vor allem Zigaretten, Bier, Branntwein und Fleisch aus liegengebliebenen Lieferwagen.:88, 114
Als in der Virginia Street am Whitney Place ein Feuer ausbrach, mussten sich die Löschfahrzeuge zwischen steckengebliebenen Autos den Weg freirammen, konnten aber trotzdem nicht näher als zwei bis drei Straßenblöcke an das Feuer herangelangen, sodass lange Wasserschläuche verlegt werden mussten.:80–81 Die Nationalgarde brachte Feuerwehrleute mit allradgetriebenen Fahrzeugen zum Einsatzort.:82 Die Wetterbedingungen behinderten aber die Feuerwehr nicht nur auf dem Weg zum Einsatzort, sondern beeinträchtigten die Löscharbeiten überhaupt. Gefrierendes Wasser etwa brachte die Schläuche zum Platzen.:83:230 Da die Gullys hoch mit Schnee bedeckt waren, konnte das Löschwasser nicht ablaufen und lief auf die Straße, wo es schließlich aufgrund der niedrigen Temperaturen gefror.:230 Schläuche und Pumpen der Feuerwehr mussten dann mit Presslufthämmern befreit werden.:83:230 Einige der Löschpumpen blieben stehen, weil der Wind Schnee in den Motor blies oder weil der Treibstoff ausging. Bauartbedingt verwendeten einige dieser Pumpen das durchgepumpte Löschwasser anstelle von Kühlflüssigkeit zur Kühlung, und deswegen wurden einige durch Überhitzung beschädigt, weil das Kühlwasser einfror.:83–84:230, 308 Das Feuer konnte schließlich zwar gelöscht werden, aber bis dahin wurden sechs oder sieben Häuser durch das sich ausbreitende Feuer zerstört. Etwa 50 Personen wurden dadurch obdachlos.:93:231 Virginia Street und Whitney Place mussten für mehr als zwei Wochen geschlossen bleiben, weil es zuvor nicht möglich war, die in dem gefrorenen Löschwasser festsitzenden Fahrzeuge freizubekommen.:179
Schneemobile waren oft die einzige Möglichkeit, eingeschlossenen Menschen zu helfen, Krankenschwestern, Ärzte, Blutkonserven und Medikamente zu den Krankenhäusern zu bringen:307 und Patienten zu transportieren.:310
Das Rote Kreuz richtete im Erie County insgesamt acht Notunterkünfte ein, die von Freiwilligen durch Schneemobile mit Lebensmitteln und Medikamenten versorgt wurden. Schneemobile wurden auch eingesetzt, um Insassen liegengebliebener Fahrzeuge auf dem Skyway und anderen Schnellstraßen zu retten.:92, 94
Auf dem Flugfeld des Flughafens Buffalo in Cheektowaga warteten drei Flugzeuge auf ihre Starterlaubnis, als der Blizzard den Flughafen erreichte.:94 Eines davon stand wegen des Blizzards für etwa fünf Minuten still. Während dieser Zeit war das Bugrad eingefroren und drehte sich nicht mehr.:53 Es dauerte mehrere Stunden, die drei Flugzeuge zurück zur Abfertigungshalle zu bringen, weil dies über Funk erfolgen musste – die Sicht war zu schlecht für die Piloten, um die Männer auf dem Flugfeld zu sehen, die normalerweise das Flugzeug zum Flugsteig dirigieren.:94

### Nachfolgende Tage
Bis um 24:00 Uhr am 28. Januar 1977 waren nach Schätzungen mehr als 2000 Autos auf der Main Street und weitere 8000 Fahrzeuge auf anderen Straßen der Stadt Buffalo steckengeblieben.:118 Am Vormittag des 29. Januar, einem Samstag, verbesserten sich die Sichtverhältnisse, und die Stadt konnte ihre Schneepflüge aussenden.:113 Die verlassenen Fahrzeuge erschwerten die Schneeräumung, da diese Fahrzeuge durch Abschleppdienste von den Straßen entfernt werden mussten. Zunächst waren dreißig Abschleppfahrzeuge im Einsatz, am Samstagmittag schließlich fünfzig.:118 Die Polizei konzentrierte sich auf die Plünderungen und bis zum Abend des 29. Januar wurden 50 bis 60 Plünderer in Polizeigewahrsam genommen.:114, 124
Zum ersten Mal in der 143-jährigen Geschichte erschien der Buffalo Courier-Express am Samstag nicht:113 und The Buffalo Evening News druckte nur 10.000 Exemplare. Der Gouverneur New Yorks hatte am Tag zuvor verlangt, dass Teile des Staates New York zu einem Katastrophengebiet erklärt werden, und am Samstag erklärte Präsident Jimmy Carter den Notstand für die Countys Cattaraugus, Chautauqua, Erie und Niagara.:7 Während einer kurzen Sturmpause am Vormittag konnte eine C-130 der Nationalgarde mit Mannschaft und Gerät auf dem Flughafen landen.:118
Die Temperaturen am 29. Januar sanken auf −22 °C und brachen damit den alten Rekord für dieses Datum aus dem Jahre 1885.:126 Die Spitzenwindgeschwindigkeiten beliefen sich auf bis zu 82 km/h. Während des Nachmittages frischte der Sturm wieder auf und neue Schneeverwehungen bauten sich auf.:119 Der Sturm setzte sich fort, weil das Tiefdruckgebiet, mit dem die Kaltfront in Verbindung stand, über der James Bay stationär wurde, bevor es zunächst zurück nach Westen wanderte und schließlich östlich in Richtung Seeprovinzen abzog.
Präsident Carter ernannte den Direktor der Federal Disaster Assistance Administration für die Region II (Northeast), Thomas Casey, zum verantwortlichen Koordinator der Bundesregierung der Vereinigten Staaten für die Reaktion auf den Blizzard. Casey und Gouverneur Hugh Carey trafen mit einer C-130 am Sonntag zur Mittagszeit auf dem Flughafen von Buffalo ein.:7:133–134
Am Sonntag, dem 30. Januar, klärte sich das Wetter ein wenig auf,:127 und teilweise schien ein wenig die Sonne.:128 Schneepflüge der Stadtverwaltung und des New York State Departments of Transportation konnten einige Hauptstraßen passierbar machen.:127 Infolgedessen fuhren Schaulustige nach Buffalo:135 und als sich gegen 15:00 Uhr die Witterungsbedingungen wieder verschlechterten, blieben Hunderte von Fahrzeugen hängen und blockierten so erneut Straßen, die zuvor freigemacht worden waren.:135 Während des Tages wurde am Flughafen von Buffalo eine Spitzenböe von 93 km/h gemessen und in der Nacht erreichte die gefühlte Kälte nach der bis 2001 üblichen Berechnungsmethode des National Weather Service einen Stand von −40 °C.:136
Am Sonntagabend konnten die Einheiten der Nationalgarde endlich der eigentlich zugedachten Arbeit beginnen, der Unterstützung der Stadtreinigung beim Räumen der Zufahrtsstraßen zu den Krankenhäusern der Stadt. Einige davon waren seit Freitagabend nur erreichbar gewesen, wenn man einen mehrere Straßenblöcke langen Fußmarsch durch Tiefschnee absolvierte.:136
Die meisten Städte im Westen von New York erließen Fahrverbote, etwa Niagara Falls, Buffalo und andere Orte im Niagara County.:9 Auch das Fahren mit Schneemobilen wurde teilweise untersagt, nachdem der Fahrer eines Schneemobils beim Zusammenstoß mit dem Kamin auf dem Dach eines Hauses verletzt wurde.:138 In Newstead musste auch der Einsatz notfallgebundener Schneemobilfahrten eingestellt werden, weil bis zu zehn Meter hohe Schneewehen die Schneemobile zu nahe an Elektrizitätsleitungen brachten.:147
Im Cheektowaga County überprüfte die Feuerwehr, ob in den bis an die Dächer mit Schnee bedeckten Häuser niemand erfror oder erstickte. In Clarence wurde die Feuerwehr autorisiert, Treibstoff zu beschlagnahmen und damit die Autofahrer am Fahren zu hindern. In manchen Orten waren die Schneeverwehungen so hoch, dass Metalldetektoren verwendet wurden, um unter dem Schnee begrabene verlassene Fahrzeuge zu orten, bevor schweres Räumgerät eingesetzt werden konnte.:147
Am Montag, dem 31. Januar 1977 herrschte nur leichter Schneefall; der Wind blies mit unterschiedlicher Stärke und erreichte zeitweise mehr als 65 km/h.:150 Am Flughafen wurde eine Böe mit der Spitzengeschwindigkeit 74 km/h gemessen. Die Niagara Frontier Transportation Authority hatte nur 20 statt wie üblich 400 Omnibusse im Einsatz und diese waren dem dringend erforderlichen Verkehr vorbehalten.:148 Bereits seit Freitag hatte es keinen außerstädtischen Busverbindungen mehr gegeben, Amtrak verkehrte nicht, und der Flugverkehr von und nach Buffalo war eingestellt.:149
Das United States Army Corps of Engineers (USACE) wurde am 30. Januar durch die FEMA in die Bemühungen eingebunden, die Straßen von den Schneemassen zu räumen.:15 Das USACE nannte seinen Einsatz „Operation Snow Go 1977“:i und hatte seine ersten Vertragspartner am Montagmorgen vor Ort im Einsatz.:149 Tom Casey, der Katastrophenkoordinator des Bundes kündigte an, dass 300 Soldaten von einem Pionierbataillon in Fort Bragg, North Carolina eingeflogen würden, um bei der Schneeräumung zu helfen.:150
In der Nacht vom Montag zum Dienstag, dem 1. Februar suchte die Polizei weiter nach liegengebliebenen Autos in den Schneeverwehungen. Der Wind wurde wieder stärker; die Böen erreichten 80 km/h.:154 Am Dienstagmorgen untersagte der Bürgermeister von Buffalo jeglichen nicht zwingend erforderlichen Verkehr.:9 Verstöße gegen das Verbot konnten mit Strafmandaten in Höhe von 500 US-Dollar oder bis zu 90 Tage Gefängnis geahndet werden. Diese drastischen Strafen führten dazu, dass lediglich 97 Verstöße gegen das Verbot registriert wurden.:165 Auf Verlangen von Gouverneur Carey weitete FEMA-Katastrophenkoordinator Casey den Notstand auf die Countys Orleans, Genesee und Wyoming im Westen, sowie Jefferson und Lewis im Norden des Bundesstaates New York aus.:7
Am Dienstagnachmittag flaute der Wind ab und erreichte nur noch etwa 16 km/h, schließlich kam die Sonne hervor.:161 Auch am Mittwoch, dem 2. Februar 1977 schien teilweise die Sonne.:164 Die Postzustellung, die in der Stadt Buffalo seit Freitag eingestellt war, wurde mit Hilfe von sechs aus Rochester herbeigebrachten allradgetriebenen Fahrzeugen wieder aufgenommen.:164 Der Fuhrmann Boulevard war inzwischen geräumt, sodass die Arbeiter von Freezer Queen nach Hause gehen konnten. Diese waren zuvor seit Donnerstag hinter bis zu fünf Meter hohen Schneeverwehungen abgeschnitten. Außerdem wurden am 2. Februar viele weitere wichtigen Straßen vollständig geräumt.:164–165
Am Donnerstagmorgen, dem 3. Februar, hob Buffalos Bürgermeister Makowski das Fahrverbot auf, ohne dies aber mit den zuständigen Stellen auf Staats- oder Bundesebene abzusprechen, und viele Pendler fuhren mit dem Auto in die Stadt. Die meisten Parkplätze waren aber nicht geräumt worden und so ließen die Autofahrer ihre Autos auf den Straßen stehen, wodurch vierspurige Straßen zu zweispurigen verengt wurden. Der Wetterdienst hatte für Donnerstag erneut Schneefall vorausgesagt. Als dieser eintraf und von starkem Wind begleitet wurde, herrschten erneut Sichtverhältnisse, die fast null waren.:168 Manche Gebiete meldeten schlechtere Bedingungen als am Freitag zu Beginn des Blizzards.:169 Viele Straßen im Süden des Erie Countys, aber auch in den Countys Niagara, Chautauqua und Wyoming, wurden durch Schneeverwehungen erneut unpassierbar und am Donnerstagabend um Mitternacht trat des Fahrverbot wieder in Kraft.:170
Am Freitagmorgen, dem 4. Februar, prognostizierte der NWS, dass am frühen Samstagmorgen ein weiterer Sturm acht Zentimeter Neuschnee und starke Winde bringen würde. Dieser Sturm traf später allerdings nicht auf Buffalo.:172, 176 Unter dem Druck verschiedener Regierungsebenen, das Gebiet zu einem Katastrophengebiet zu erklären, schickte Präsident Carter seinen Sohn und seine Sonderberaterin Margaret Constanza in das Katastrophengebiet, um die Situation zu beurteilen; beide besuchten Buffalo, Lancaster und Cheektowaga.:S. 171, 173:7 Am Samstag, 5. Februar 1977, erklärte Präsident Carter die Countys Cattaraugus, Chautauqua, Erie, Genesee, Niagara, Orleans, Wyoming, Jefferson und Lewis zum Katastrophengebiet. Dies war das erste Mal, dass ein solcher Schritt wegen Schneefalls erfolgte:i, 8 (in späteren Jahren wurde das allerdings üblicher). Die bisherige Erklärung des Notstandes hatte lediglich zur Unterstützung der örtlichen Behörden bei der Schneeräumung durch die Bundesbehörden geführt, die Erklärung zum Katastrophengebiet verpflichtete jedoch die Bundesregierung dazu, die Unterstützung „auszuweiten auf alles zum Schutz von Leben und Eigentum und jedwelches erforderliches Material und Ausrüstung zur Verfügung zu stellen, um den Notfall zu lindern und die Normalität in dem Gebiet wieder herzustellen“.:8 Die Erklärung zum Katastrophengebiet ermöglichte es auch den örtlichen Verwaltungen, Verträge, die dann durch die Bundesregierung bezahlt wurden, direkt mit privaten Auftragsnehmern abzuschließen, statt den Umweg der Auftragsvergabe durch das USACE zu gehen.:177
Am Montag, 7. Februar, wurde das Fahrverbot aufgehoben, das seit Donnerstagabend gegolten hatte.:9 Es wurde jedoch angeordnet, dass jedes Personenfahrzeug mit mindestens drei Insassen besetzt sein musste, und für das Stadtgebiet wurde ein Tempolimit von 20 Meilen pro Stunde (32 km/h) verhängt. An diesem Montag waren noch mindestens einhundert Bewohner von Concord im Erie County von der Außenwelt abgeschnitten. Die meisten Schulen und Colleges im Westen des Bundesstaates öffneten an diesem Tag wieder, nachdem sie seit dem 27. Januar geschlossen waren, also an sieben aufeinanderfolgende Schultagen.:B-2 Da die örtlichen Behörden durch die Erklärung des Katastrophengebietes nun direkt Aufträge vergeben konnten, die von der Bundesregierung bezahlt wurden, wies man dem Army Corps of Engineers ab dem 8. Februar keine neuen Aufgaben zu, laufende Tätigkeiten wurden jedoch erst am 13. Februar zum Abschluss gebracht.:26 Der FEMA-Koordinator zog die Truppen der Nationalgarde am 8. Februar ab. Die Stadtverwaltung schloss am 9. Februar Vereinbarungen mit privaten Dienstleistern zur Schneeräumung ab. Diese sollte noch weitere neun Tage andauern.:177
Zum ersten Mal seit dem 25. Dezember stieg die Temperatur am 9. Februar über den Gefrierpunkt und erreichte 1 °C. Der Bürgermeister lockerte die Regelung der Mindestinsassenzahl für die Zeit zwischen 19:00 und 6:00 Uhr. Am 10. Februar stieg das Quecksilber auf 4 °C und an den folgenden drei Tagen auf 5 °C bis 9 °C. Am 11. Februar wurde das Fahrverbot in Buffalo vollkommen aufgehoben, die Geschwindigkeitsbeschränkung auf 20 Meilen blieb aber noch bestehen. Die städtischen Schulen wurden am Montag, dem 14. Februar wieder geöffnet.:B-2

### Zusammenfassung

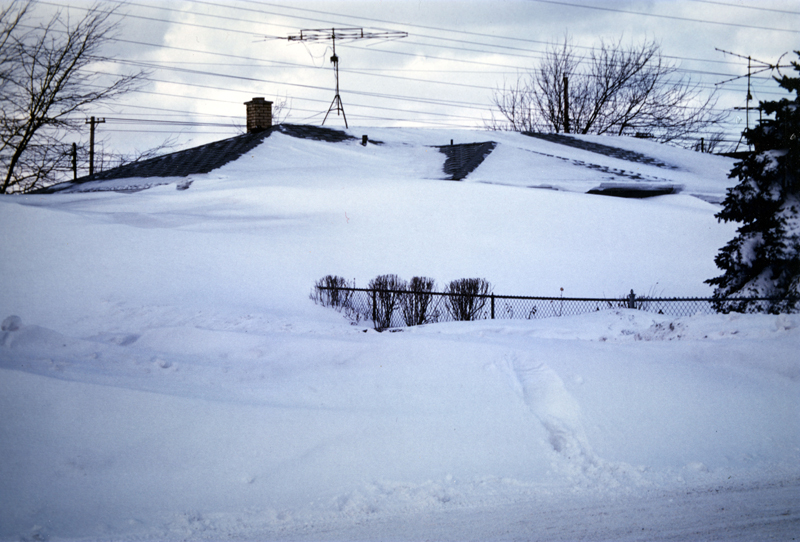
Ein Haus in Tonawanda, New York, ist fast völlig unter den Schneemassen begraben (Aufnahme vom 30. Januar 1977).

Der starke Wind sorgte dafür, dass sich der verfrachtete Schnee so verdichtete, dass die üblichen Schneeräumungsgeräte sich als ineffektiv erwiesen und normale Erdbewegungsmaschinen wie Baggerlader und Radlader eingesetzt werden mussten. Ein Angehöriger des Army Corps of Engineers stellte fest, dass unter solchen Bedingungen Schneepflüge auf den meisten Straßen wirkungslos sind.:316 Ein Meteorologe des NWS schrieb in seinem Bericht, dass auf einer der Straßen in der Nähe des Wetterdienstbüros Gabelstapler verwendet wurden, um Schnee aus der festen Schneedecke herauszubrechen.:288 An manchen Stellen erreichte die Höhe der Schneeverwehungen zehn Meter.:287 In Depew, einem Vorort Buffalos, setzte die Freiwillige Feuerwehr einen Bagger ein, um die Bewohner eines zugewehten Hauses zu befreien.:309 Durch die enormen Schneeverwehungen dauerte es lange, bis die Schneemassen von den Straßen und Parkplätzen entfernt wurden. Zum Höhepunkt der Krise war der kommerzielle Verkehr von und nach Buffalo vollständig zum Stillstand gekommen, einschließlich der Eisenbahnen.:23 Diese setzten Radlader ein, um die Bahnhöfe und Gleise vom Schnee zu befreien. Dieser Schnee wurde in offene Eisenbahnwaggons geladen und von Conrail nach Osten abgefahren.:24
Insgesamt erklärten 16 der 25 Städte im Erie County einschließlich von Buffalo den Notstand und untersagten zeitweise den nicht zwingend notwendigen Verkehr.:B-2 Das USACE setzte insgesamt 353 Mitarbeiter ein, darunter etliche aus anderen Niederlassungen.:12 Die Bezirksverwaltung des USACE in Buffalo zahlte 6,8 Millionen US-Dollar an insgesamt 216 private Dienstleister aus, die in neun Countys insgesamt 5126 km Straßen räumten, wobei etwa eintausend Fahrzeuge und Maschinen eingesetzt wurden. Hinzu kamen rund 700.000 US-Dollar Kosten für eigene Einsätze des USACE:28:180 Zudem wurden 500 Soldaten der Nationalgarde, 320 Luftlandesoldaten der U.S. Army, die 20th Engineer Brigade aus Fort Bragg, North Carolina und 65–70 Soldaten der U.S. Marines eingesetzt, die durch die U.S. Air Force unterstützt wurden.:14
Die Heilsarmee stellte Mahlzeiten für bis zu 176.000 Personen sowie Kleidung für etwa 4500 Personen zur Verfügung, wobei bis zu 1000 Helfer im Einsatz waren.:181:338, 341 Das Amerikanische Rote Kreuz stellte an etwa 90 Stellen Lebensmittel bereit, die an etwa 50.000 Personen verteilt wurden.:180:244
Nach den Angaben des USACE kamen im Westen des Bundesstaates New York 23 Personen ums Leben, davon elf in Buffalo, sieben weitere im übrigen Gebiet des Erie Countys, drei im Wyoming County und jeweils einer im Niagara und im Orleans County. Mindestens neun dieser Opfer wurden tot in vom Schnee begrabenen Kraftfahrzeugen aufgefunden, die anderen starben durch Herzanfälle beim Schneeschaufeln oder bei Verkehrsunfällen.:6 Der National Weather Service gibt die Zahl der Opfer mit 29 an. Der wirtschaftliche Schaden durch den Blizzard und seine Folgen wurde durch die Buffalo Area Chamber of Commerce für den Bereich der Erie und Niagara Countys auf 221.490.000 US-Dollar beziffert, wobei sich diese Zahl auf den Lohnausfall während der fünfeinhalbtägigen Periode bezieht, die am 28. Januar begonnen hat.:25 Es wird geschätzt, dass rund zwanzig Millionen US-Dollar zur Schneeräumung aufgewendet wurden. Die Ausrüstung zur Schneeräumung wurde teilweise aus Colorado, New York City und Toronto vor Ort gebracht.:22 Obwohl der März 1977 in der Region mehr als vier Grad Celsius wärmer war als üblich,:181 schmolz der Schnee nicht abrupt, sodass es keine signifikanten Probleme mit Hochwasser gab.:318

## Der Blizzard im südlichen Ontario
Die Teile der kanadischen Provinz Ontario am nördlichen Ufer der Eriesees wurden durch den Blizzard ebenfalls getroffen. Durch die Lage am Rande des zugefrorenen Sees herrschten während des Blizzards im Süden der Provinz praktisch ähnliche Bedingungen wie im Westen New Yorks.:121 Die schlimmsten Bedingungen beschränkten sich aber offenbar auf einen schmalen Streifen, der stärker auf das Seeufer beschränkt war, als dies im Westen New Yorks der Fall war, zwei bis drei Kilometer vom Ufer entfernt waren die Verhältnisse bereits wesentlich besser.:187
Wie im Westen New Yorks traf der Blizzard am Freitag während des Tages ein, und die Sicht ging auf null zurück.:12, 50 Der starke Wind und die Schneeverwehungen machten auch hier Straßen unpassierbar und führten dazu, dass viele Fahrzeuge steckenblieben. Aus verlassenen Autos wurden Radios gestohlen.:63 Freitagnacht waren 250 Personen in der Fabrik der International Nickel Company in Port Colborne abgeschnitten.:178 Obwohl der Schulunterricht, als die Meteorologen vor dem bevorstehenden Sturm warnten, vorzeitig beendet wurde, führte das rasche Herannahen des Blizzards dazu, dass mehr als eintausend Schüler in Port Colborne und Wainfleet die Nacht von Freitag auf Samstag in den Schulen verbringen mussten – in der Regional Municipality of Niagara mehr als zweitausend Schüler insgesamt.:80 Selbst am Samstagabend um 18:00 Uhr konnten noch 800 Schüler nicht den Heimweg antreten.:80 Am Samstag wurden sie mit Hilfe des Militärs nach Hause gebracht, wobei einige vorläufig in Wohnhäusern in der Nachbarschaft untergebracht wurden.:80–81 In manchen Gebieten blieben Schulbusse liegen, als man am Freitag versucht hatte, die Schüler nach Hause zu bringen, sodass diese in Häusern in der Nähe Zuflucht suchten.:128
Auch in Ontario wurden Schneemobile und Fahrzeuge mit Allradantrieb dazu eingesetzt, Hilfsgüter und Kranke zu transportieren.:45 Auch wurden Ärzte und Krankenschwestern mit Schneemobilen:47 und Arbeiter von Ontario Hydro zu ihren Einsätzen gebracht.:140 In Fort Erie setzten alle sechs Feuerwachen Schneemobile ein.:176 Notfunk durch CB-Funker wurde von der Polizei Niagaras zur Kommunikation verwendet.:47 Der Radiosender CHOW vereinfachte die Kommunikation, da in einer Sondersendung Anrufer ihre Bedürfnisse direkt über den Äther äußern konnten.:129
Die kanadischen Streitkräfte halfen unter der Leitung der Polizei.:46 In Port Colborne etwa half ein Bataillon der Armee bei der Kontrolle liegengebliebener Fahrzeuge und der Suche nach deren Insassen.:148–149 In Niagara Falls und St. Catharines waren 156 Reservisten und neun reguläre Soldaten bei der Katastrophenhilfe eingesetzt. Die örtlichen Behörden hatten am Samstagnachmittag um die Hilfe durch die Armee Regional ersucht, und die erste Einheit mit 130 Soldaten war am Morgen des 30. Januars einsatzbereit. Die anfängliche Einsatzbefehle lauteten auf „Leben retten, die Hauptadern in die Gemeinden Port Colborne und Fort Erie räumen und zu versuchen, den No. 3 Highway zwischen Port Colborne und Fort Erie zu öffnen“. Das Militär war auch im Gebiet um London, Ontario mit Reservesoldaten und einer 900 Mann starken Infanterie-Einheit im Einsatz. Die Bedingungen waren dort aber nicht zu schlecht, sodass allradgetriebene Fahrzeuge in der Regel ausreichend waren.:184–187
Zu den durch den Blizzard am stärksten betroffenen Gebieten in Ontario gehörten St. Catharines, Welland, Port Colborne, Fort Erie und Wainfleet, während Toronto und Hamilton durch den Sturm nicht so stark beeinträchtigt wurden.:147–148 In der Umgebung von Wainfleet waren die Auswirkungen des Blizzards besonders stark, speziell Long Beach wurde sehr schwer getroffen.:52, 126 Ein Einwohner aus Wainfleet berichtete, dass der Sturm ein Fenster auf der Seeseite seines Hauses eingedrückt hat und sich dadurch der Schnee schnell in seinem Haus verteilte, wodurch deutlicher Sachschaden entstand.:9, 11 In der Umgebung von Lowbanks waren die Bewohner eines Hauses gezwungen, ihre Möbel im offenen Kamin zu verheizen, weil die allgemeine Energieversorgung ausgefallen war.:126 Nach Angaben von Ontario Hydro dauerten einige Stromausfälle bis zu 72 Stunden an, während durchschnittlich nach einem Tag die Versorgung wiederhergestellt war.:141 Die Höhe der Schneeverwehungen in den am stärksten betroffenen Gebieten Ontarios war extrem. Schneemobilfahrer berichteten, dass sie über die Dächer von zugewehten Häusern hinwegfuhren, ohne deren Existenz zu ahnen:63, 58 oder über vom Schnee begrabene Schulbusse, deren Dächer nicht zu erkennen waren.:174 Im Gebiet um Long Beach erreichte der Schnee die Elektrizitätsleitungen, über die die Menschen entweder hinwegstiegen oder sich darunter hindurchrollten, und nur die Kamine der Häuser ragten aus dem Schnee heraus.:52 Der Bürgermeister von Wainfleet berichtete, dass Schneewehen am Ufer eine Höhe von bis zu 14 m erreichten und ein Militäroffizier meldete in Lowbanks Schneeverwehungen von 10 bis 12 m Höhe, sodass nur der Turm einer Kirche aus dem Schnee emporragte.:184 Es dauerte bis in die erste Juniwoche, bevor bei Cedar Bay die letzten dieser Schneebarrieren vollständig geschmolzen waren.:53
Die extreme Schneehöhe nötigte Milchbauern in Wainfleet dazu, Milch wegzuschütten, weil diese nicht abtransportiert werden konnte. Außerdem gab es Schwierigkeiten, die Tiere mit Futter zu versorgen.:153 Der Schnee ließ sich durch Schneepflüge nur schwer beseitigen. Eine Straße am Seeufer konnte nicht mit einem großen Radlader geräumt werden, sondern ein kleiner Baggerlader musste eingesetzt werden. Dieser benötigte zweieinhalb Tage für einen Straßenabschnitt von etwa 270 m Länge.:111 Ein Anwohner berichtete, dass sein Haus 19 Tage lang abgeschnitten war, bevor endlich am 14. Februar ein Schneepflug eintraf.:122 Eine Auswirkung der langen erzwungenen Aufenthalte war, dass im Herbst des Jahres 1977 örtlich ein hoher Anstieg der Geburtenrate verzeichnet wurde, etwa rund 18 % in der Region Niagara.:219 (Im Erie County New Yorks lag die Geburtenzahl nur um etwa drei Prozent über dem Normalwert, allerdings war Ende März/Anfang April die Zahl der Abtreibungen um 45 % angestiegen.):221

## Der Blizzard im nördlichen New York
Die nördlichen Teile des Bundesstaates New York, insbesondere die Countys Jefferson und Lewis, wurden ebenfalls durch den Blizzard schwer getroffen. Am Freitag, dem 28. Januar 1977, als die Kaltfront, die zuvor durch den Süden von Ontario und den Westen New Yorks gezogen war, den Norden New Yorks durchquerte, meldete Watertown eine Sichtweite von null und Spitzenböen von 45 km/h.:5 In der Region um Watertown erzeugte die Kaltfront an sich 20–30 cm Neuschnee. Da der Ontariosee aber im Gegensatz zum Eriesee nicht zugefroren war und die atmosphärischen Bedingungen für die Entstehung des lake effect snow günstig waren, summierte sich der Schneefall auf 168 cm in Watertown und auf 182 cm in Mansville und 236 cm in Fort Drum. Südöstlich von Watertown wurden örtlich mehr als 250 cm Schneefall beobachtet. Der Schnee führte in Verbindung mit dem Wind zu Schneewehen, deren Höhe zwischen fünf und zehn Meter betrug. Dadurch wurden mehr als tausend Autofahrer von den Schneemassen eingeschlossen.
Nachdem die Kaltfront am Freitag, dem 28. Januar gegen 15:10 Uhr Watertown passierte, erreichte der Wind um 19:00 Uhr an diesem Abend mit 79 km/h seinen Höhepunkt.:5 Drei Radiosprecher des Mittelwellensenders 1410 WOTT waren im Sendegebäude abgeschnitten und arbeiteten Achtstundenschichten, um die Hörfunkstation rund um die Uhr in Gang zu halten. Ununterbrochen spielten sie die nächsten neun Tage Musik und sprachen mit Hunderten von Anrufern aus dem Umland, die über das Radio ihre Bedürfnisse an Kraftstoff, Lebensmittel oder auch nur an Zuspruch äußerten. Hilfssheriffs des Jefferson Countys versorgten die Radiomacher am fünften Tag ihrer unfreiwilligen Überstunden mit Lebensmitteln.:322–323 Mehr als 150 Personen verbrachten die Nacht zwangsweise in einer Fabrik in Watertown.:321 Funkamateure nahmen in der Fabrik eine Notfunk-Sendestation in Betrieb, um medizinische Hilfe und andere Bedürfnisse zu koordinieren.:322–323 Nach einer kurzen Flaute setzte der Sturm in Watertown am Samstag, dem 29. Januar um 14:30 Uhr erneut ein und dauerte bis 22:00 Uhr an. Dabei erreichte der Wind Geschwindigkeiten von 80 km/h und brachte schwere Schneefälle mit sich. Danach ließ der Sturm in Watertown nach, lebte aber am Sonntag wieder auf, sodass gegen 14:00 Uhr erneut die Sichtweite auf null zurückging. Von Freitag bis Mitternacht vom Sonntag zum Montag fielen insgesamt 86 cm Neuschnee. Am Montag, dem 31. Januar fielen noch einmal 43 cm, bevor am Dienstagmorgen gegen 8:00 Uhr der Schneefall endgültig aufhörte.:5
Aufgrund der im Vergleich zum Westen New Yorks geringeren Windgeschwindigkeiten war der Schnee im Norden des Bundesstaates nicht so stark verdichtet wie etwa in der Umgebung von Buffalo.:287 Trotzdem verzeichnete auch der Norden New Yorks erhebliche Schneefälle und Schneeverwehungen. Am Dienstag, dem 1. Februar waren Jefferson und Lewis County unter denen, für die durch die FEMA zusätzlich der Notstand ausgerufen wurde;:7 sie gehörten zu den Countys, die am 5. Februar von Präsident Carter zum Katastrophengebiet erklärt wurden.:8 Das USACE räumte in den beiden Countys etwa 720 km Straßen.:27 US-Marines, die zum Wintertraining in Fort Drum waren, halfen ebenfalls aus wie Nationalgarde und die U.S. Army.:14
Da Nahrungsmittel und Versorgungsgüter gegen Ende des Sturmes knapp waren, wurde am 1. Februar das Fahrverbot zwischen 7:00 Uhr morgens und Mittag aufgehoben. Rund 1900 hängengebliebene Reisende konnten so das Gebiet verlassen.:5, B-6 Die Landwirtschaft wurde auch hier durch den Sturm stark beschädigt. Dabei war die Milchindustrie am stärksten betroffen, weil die Bauern ihre Milch nicht verkaufen konnten.:6, 25 Im Jefferson County etwa waren 85 % der Milchbauern gezwungen, die gemolkene Milch wegzuschütten, weil die Milchtanklastwagen nicht zur Abholung auf die Bauernhöfe gelangen konnten. Der wirtschaftliche Schaden in der Landwirtschaft wurde auf 8 Millionen US-Dollar geschätzt.:25 Zu weiteren Problemen für die Landwirte wurden unter der Schneelast zusammenbrechende Ställe, Engpässe bei Futtermitteln, die Beseitigung von Fäkalien und Probleme beim Erreichen der Ställe zur Fütterung.:25–26 Im Norden New Yorks verloren durch den Sturm fünf Personen ihr Leben. Vier davon erlitten einen Herzanfall beim Schneeschaufeln, ein weiterer in seinem Auto.:6
Am 9. Februar, etwa eine Woche nach dem Ende des Schneesturmes, betrug die durchschnittliche Schneedecke im rund 5000 km² großen Einzugsgebiet des Black Rivers, zu dem unter anderen die Countys Jefferson und Lewis gehören, 102,5 cm (dem Äquivalent von 205 mm Regen). Dies löste Befürchtungen vor einer Flut aus. Eine Stelle etwa 30 km westlich von Watertown, Sears Pond, meldete eine Schneedecke von 196 cm.

## Weiterführendes
- ClassicBuffalo.com Weather and Blizzard of ’77.
- The History Channel, 2000: Wrath of God—Buffalo Blizzard: Siege and Survival. A&E Television Networks, 50 minutes. (Videoband).
- Rossi, Erno, 2006: The Blizzard of ’77—A 30th Anniversary DVD Documentary. Seventy Seven Publishing, Port Colborne, Ontario, Canada, 85 minutes. (DVD).
- WKBW Radio Clips aus der Zeit während des Blizzards.